# Associação Atlética Aparecidense
A Associação Atlética Aparecidense é um clube de futebol brasileiro com sede na cidade de Aparecida de Goiânia, no estado de Goiás.
Fundada em 22 de outubro de 1985, o time só foi profissionalizado em 1992, onde disputou a divisão de acesso. Popularmente chamada de Camaleão, a Aparecidense disputa os seus jogos no estádio Anníbal Batista de Toledo.
Em 17 de outubro de 2020, umas das figuras mais importantes da equipe, João Rodrigues, apelidado de Cocá, seu diretor de futebol, morreu de COVID-19, após um mês de luta contra a doença.

## História

### Primeiros anos (1985 – 99)
Apesar de ter sido fundado em 22 de outubro de 1985, o time azul e branco se profissionalizou apenas em 1992, disputando a Segunda Divisão Goiana. Em 1995, conquistou um vice-campeonato Goiano da Segunda Divisão, vencido pelo Bom Jesus, conquistando assim a vaga na primeira divisão.
Penúltimo colocado no Estadual de 1997, o Aparecidense seria rebaixado para a Segunda Divisão, mas acaba não disputando-o.
Retorna à Segunda Divisão Estadual em 1999. Neste ano, foram promovidos 8 clubes, com o Aparecidense ficando em quinto, mas o clube pede licenciamento à FGF. Retorna em 2002, tornando-se o primeiro Campeão da Terceira Divisão Goiana. Logo após o término do torneio, o clube disputou a Segunda Divisão.

### Acessos e rebaixamentos (2004 – 10)
Novamente fica com o vice da Segunda Divisão Estadual em 2004 e conquista o acesso, em um quadrangular final conquistado pela Mineiros.
Em 2007, o time desiste da disputa do Campeonato Goiano, é rebaixado, e cede o lugar para a Canedense
Em 2008, retorna a primeira divisão após o vice-campeonato na Divisão de Acesso.
Em 2009, o camaleão termina o Campeonato Goiano na última posição e é novamente rebaixada.
Em 2010, tendo Wilson Queiroz Brasil como presidente executivo e com o apoio do prefeito Maguito Vilela, o Camaleão conquista o título da Divisão de Acesso e volta novamente a elite do futebol goiano, sendo um dos 3 únicos clubes que não foram rebaixados nenhuma vez a partir de 2011.. 
Em 2011, terminou na sexta colocação do Campeonato Goiano, campanha considerada boa. 

### Primeira classificação à um campeonato nacional
Em 2012, com um time que contava com os experientes Alex Dias e Zé Carlos, faz uma bela campanha no Campeonato Goiano, onde brigou até na última rodada por uma das quatro vagas do quadrangular final. Foi um ano histórico para o clube, no qual, com a desistência do Itumbiara, pela primeira vez disputou um campeonato organizado pela Confederação Brasileira de Futebol, levando o nome da cidade por todo o Brasil na Série D.

#### Punição do STJD na Série D
Em 2013, o clube mantém parceria do ano anterior com o Goiás Esporte Clube, que cede jogadores não aproveitados no time principal. O clube ganhou notoriedade nacional e internacional após lance polêmico durante o segundo jogo das oitavas-de-final do Série D, contra o Tupi/MG. A equipe do Aparecidense se classificava com o placar de 2 x 2 até os 44 minutos do segundo tempo, quando o jogador Ademilson do Tupi chuta bola ao gol. A bola já ia entrar, até que o massagista Esquerdinha invade o campo, e tira o gol. No rebote, nova chance pro Tupi, mas novamente o massagista salva. O lance causou indignação no jogadores, comissão técnica e torcedores do Tupi, que correram atrás de Esquerdinha para linchá-lo. Ele conseguiu correr até o vestiário e se esconder. Após cerca de 20 minutos de paralisação, o jogo foi reiniciado. O jogo teve mais 5 minutos, e terminou em 2 x 2, classificando o Aparecidense. O resultado gerou revolta nos dirigentes do Tupi, que entraram com recurso para anulação da partida, e desclassificação do Aparecidense por conduta antidesportiva. No dia 16 de setembro, por 4 votos a 1, o STJD desclassificou o Aparecidense do campeonato, que recorreu, mas por unanimidade a apelação foi rejeitada 10 dias depois, sacramentando assim a classificação do Tupi e a eliminação da equipe. O massagista ainda foi multado em 500 reais e suspenso por 24 jogos.

### Ótimas campanhas no Campeonato Goiano e Copa do Brasil
Em 2014, faz uma campanha regular no Campeonato Goiano, terminando na sexta colocação. 
Em 2015, a Cidinha realiza a melhor campanha da história e é finalista do Campeonato Goiano, mas é derrotada pelo Goiás na decisão, perdendo por 3 a 1 em Aparecida, e empatando em 1 a 1 em Goiânia. Porém, o vice-campeonato da Aparecidense foi muito comemorado pelo clube e pela cidade de Aparecida de Goiânia.
Em 2016, fez uma campanha abaixo do esperado no Campeonato Goiano. Porém fez uma campanha notável na Copa do Brasil, sendo o melhor dos goianos que disputaram. Eliminou o Sport/PE na primeira fase, ganhando os dois jogos, mas parou no Ypiranga/RS na segunda fase, perdendo por 3 a 1 na ida em Erechim e vencendo em Aparecida por 2 a 1. Na Copa Verde, terminou em 4° na competição. Na Série D, foi eliminado pelo Ceilândia na segunda fase, após empatar por 0 a 0 em casa e perder por 2 a 1 em território candango.
Em 2018, com jogo único em Aparecida, surpreendeu e eliminou o Botafogo de virada por 2 a 1 na primeira fase da Copa do Brasil, mas acabou parando no Cuiabá na fase seguinte. Foi finalista do Campeonato Goiano, mas novamente perdeu para o Goiás na decisão, empatando em 0 a 0 em Aparecida, e perdendo por 3 a 1 em Goiânia, ficando com o vice. Na Série D, foi eliminado na primeira fase, após ser derrotado pelo Novoperário/MS em casa.
Em 2019, não fez uma boa campanha no Campeonato Goiano, sendo eliminado pelo Goiás nas quartas de final. Foi protagonista de um grande imbróglio na Copa do Brasil, onde venceu a Ponte Preta no campo, porém, a partida acabou sendo anulada pelo STJD por suposta interferência externa. Após 2 meses, Camaleão e Macaca voltaram a se enfrentar num Aníbal Toledo lotado (pelas torcidas dos times goianos) e a Aparecidense voltou a vencer o time paulista por 2 a 0. Foi eliminada pelo Bragantino/PA, mantendo a sina de nunca passar da segunda fase da competição.

### Quase acesso à Série C
Em 2020, fez uma boa campanha no Campeonato Goiano, classificando-se em 7º lugar na primeira fase. Na fase seguinte, surpreende e elimina o Goiás, vencendo por 2 a 0 em plena Serrinha, e na semifinais é derrotada pelo Atlético-GO por 2 a 1, sendo assim, eliminada da competição, terminando em 4º lugar. Na Série D, se classifica em 1º lugar no Grupo A5, com o segundo melhor ataque, marcando 31 gols em 14 jogos. Na segunda fase elimina o Tupynambás/MG por 5 a 1, no placar agregado, na terceira fase elimina o São Luiz/RS por 5 a 2 no agregado. E nas quartas de final, enfrenta o Mirassol/SP, e perde na ida, no interior paulista por 2 a 1, e na volta perde novamente por 3 a 2, sendo assim, eliminada da competição, batendo na trave o acesso a Série C.

#### Campeão da Série D de 2021
Em 2021, faz novamente uma boa campanha no Goianão, terminando em 1º lugar no seu grupo. Nas quartas de final elimina a Jataiense por 5 a 1 no agregado, e nas semifinais perde para o Vila Nova por 2 X 1 no agregado, e termina a competição novamente na 4ª colocação. Na Série D, fica em 1º lugar no seu grupo, classificando-se para a segunda fase, onde enfrenta o Caldense/MG e perde por 1 a 0, na ida, em Poços de Caldas/MG, e na volta em Aparecida de Goiânia/GO, busca uma virada heroica, vence por 3 a 1, e se classifica para as oitavas de final. Nas oitavas elimina o Cianorte/PR, por 1 a 0 no agregado. Nas quartas de final encara o Uberlândia/MG, e vence por 1 a 0 fora, e em casa empata por 1 a 1, vencendo por 2 a 1 no placar agregado, conquistando finalmente o tão sonhado e inédito acesso a Série C de 2022. Nas semifinais venceu o ABC de Natal por 4 a 2 de virada, na ida em Aparecida, e na volta perde por 1 a 0 em Natal, mais se classifica para a final, com um placar agregado de 4 a 3. Na Grande Final da Série D, enfrenta o Campinense Clube/PB, na ida em Campina Grande vence por 1 a 0 com gol de David, e com uma grande atuação do goleiro Pedro Henrique. E na volta em Aparecida de Goiânia, o camaleão busca o empate, com um golaço de Samuel, empata em 1 a 1 (no agregado 2 a 1), e se torna a grande campeã da Série D, conquistando o seu primeiro título nacional.

## Títulos
| NACIONAIS | NACIONAIS                       | NACIONAIS | NACIONAIS  |
|           | Competição                      | Títulos   | Temporadas |
| --------- | ------------------------------- | --------- | ---------- |
|           | Campeonato Brasileiro - Série D | 1         | 2021       |
| ESTADUAIS |                                 |           |            |
|           | Competição                      | Títulos   | Temporadas |
|           | Campeonato Goiano - 2ª Divisão  | 1         | 2010       |
|           | Campeonato Goiano - 3ª Divisão  | 1         | 2002       |

Notas
 Campeão Invicto
 Torneio com chancela da CBD/CBF.

### Categorias de Base
- Categoria SUB-13
- Categoria SUB-15
- Categoria SUB-17
- Categoria SUB-20

Atualmente todas as categorias de base disputam o campeonato goiano de base, copa goiás e torneio FGF. Em janeiro de 2021 a categoria SUB-20 chegou ate as SEMI-FINAIS do campeonato goiano de base, deixando pelo caminho equipes como Atlético Clube Goianiense, garantindo sua 1° participação para a Copa São Paulo de Futebol Júnior.

## Estatísticas

### Participações
|  | Participações em 2025 |

| Competição | Competição        | Temporadas | Melhor campanha           | Estreia | Última | P | R |
| Goiás      | Campeonato Goiano | 18         | Vice-campeã (2015 e 2018) | 1997    | 2025   |   | 2 |
| Goiás      | 2ª Divisão        | 9          | Campeã (2010)             | 1992    | 2010   | 2 | 1 |
| Goiás      | 3ª Divisão        | 1          | Campeã (2002)             | 2002    | 2002   | 1 |   |
|            | Copa Verde        | 3          | Semifinal (2016)          | 2016    | 2025   |   |   |
| Brasil     | Série C           | 3          | 8° colocada (2022)        | 2022    | 2024   | – | 1 |
| Brasil     | Série D           | 10         | Campeã (2021)             | 2012    | 2025   | 1 |   |
| Brasil     | Copa do Brasil    | 5          | 3ª fase (2025)            | 2016    | 2025   |   |   |

### Temporadas
* Excluído da competição após decisão do pleno do STJD.
Legenda:
| Campeão Vice-campeão Eliminado na semifinal. | Rebaixado à divisão inferior. Campeão e promovido à divisão superior Promovido à divisão superior. |

### Retrospecto em competições oficiais
Última atualização: Série D de 2021.
| Competição | Competição | Temporadas | Títulos | Pts. | J  | V  | E  | D  | GP  | GC | SG | Aprov.% |
| ---------- | ---------- | ---------- | ------- | ---- | -- | -- | -- | -- | --- | -- | -- | ------- |
| Brasil     | Série D    | 9          | 1       | 163  | 98 | 45 | 28 | 25 | 148 | 97 | 51 | 55,4%   |